# 沃島英雄傳
《沃島英雄傳》是Ankama Games製作的大型多人在线角色扮演游戏。開始開發於2006年，並於2012年2月29日發布了 Microsoft Windows， macOS和 Linux版本的遊戲。

## 動畫系列
於2008年10月30日推出動畫系列。

## 外部連結
- Wakfu official website
- Wakfu TV cartoon website （页面存档备份，存于）